# Prilly
Prilly – miasto i gmina (commune) w zachodniej Szwajcarii, w kantonie Vaud, w okręgu (district) Ouest lausannois.  

## Demografia
W Prilly mieszkają 12 294 osoby. W 2021 roku 42,6% populacji gminy stanowiły osoby urodzone poza Szwajcarią.

## Transport
Przez teren miasta przebiegają drogi główne nr 1, nr 5, nr 9, nr 137 i nr 139. 